# Why So Serious?
Why So Serious? é o primeiro single da segunda parte do terceiro álbum de estúdio da boy band sul-coreana Shinee. Foi lançado em 26 de abril de 2013, como faixa-título da segunda parte de seu terceiro álbum coreano, Why So Serious? – The Misconceptions of Me. A canção foi escrita e produzida por Kenzie e composta por Kim Cheong Bae, Andrew Choi e Kenzie.
"Why So Serious?" é uma canção de gênero funk rock e dance que combina a melodia poderosa e cativante do pop com sons de música eletrônica. Ela fala espirituosamente sobre um zumbi que viveu na escuridão por muito tempo, que se apaixona por uma garota humana. O vídeo musical foi filmado em abril de 2013, com o famoso coreógrafo Devin Jamieson.

## Antecedentes e lançamento
Em 18 de abril de 2013, foi anunciado que o álbum seria lançado online em 26 de abril, enquanto o álbum físico seria lançado em 29 de abril.

## Vídeo musical
Em 22 de abril de 2013, a SM divulgou um teaser de "Why So Serious?" através do canal no YouTube da SM Entertainment. O vídeo da música foi lançado quatro dias depois em 26 de abril de 2013. Devido à sua lesão, Jonghyun não participou do vídeo da música.

## Desempenho nas paradas
| Tabela                       | Melhor Posição |
| ---------------------------- | -------------- |
| Gaon Weekly singles          | 15             |
| Gaon Streaming Singles chart | 26             |
| Gaon Download Singles chart  | 12             |
| Gaon Mobile Ringtone chart   | 25             |